# توماس رودين
توماس رودين (من مواليد 8 أبريل 1971) هو لاعب هوكي الجليد سويدي محترف سابق في الدفاع.